# 岩原紗也香
岩原 紗也香（いわはら さやか、1992年11月4日 - ）は、元女子競輪選手、フリーアナウンサー。徳島県出身。現役時代は日本競輪選手会徳島支部所属、ホームバンクは小松島競輪場であった。日本競輪選手養成所（以下、養成所）第118期生。師匠は山本宏明（83期）。

## 経歴
小学生時代から徳島至誠館で剣道を始め、中学生時代には主将として全国中学校体育大会で団体優勝。富岡東高校時代にはインターハイに団体出場を果たした。社会人になってから友人の競輪選手を応援するため競輪場に行き、ガールズケイリン選手の活躍を目の当たりにして競輪選手を志した。
2019年1月17日、日本競輪学校（当時）第118回適性試験に合格。養成所での在所中の競走成績は21位（0勝）。徳島支部では初のガールズケイリン選手となった。
2020年5月15日、広島競輪場での新人戦『KEIRINルーキーシリーズ2020』でデビューし7着。
2022年1月13日、選手登録消除。通算戦績は124戦0勝。
引退後は、ホームバンクとしていた小松島競輪場のミッドナイト競輪YouTubeチャンネルにゲスト出演、『お岩』のニックネームで人気者となった。また、引退直後に当時小松島競輪場実況アナウンサーであった茂村華奈から声を掛けられたこともあり、茂村に弟子入りし過去のレースを観て実況の練習をするなどして勉強を重ね、同年11月9日からの小松島FII（モーニング）でチャレンジ戦（A級3班戦。第1〜5レース）にてレース実況デビューした。女性による競輪レース実況アナウンサーは全国でも先輩の茂村程度と珍しく、元ガールズケイリン選手としては岩原が初で、公営競技の実況アナウンサーとしては全国最年少であった。また、それに先駆けて、同月上旬に行われた防府開設73周年記念においては記者となり選手への取材を行ったほか、防府競輪場のホームページで検車場リポートを執筆している。
初めてのレース実況については「お試し」として起用されたものであったが好評であったため、翌12月も一部のレースで継続して起用された。その後、2023年1月のミッドナイト開催で初めて3日間とも全レースの実況を担当し、以降はレース実況からの引退を宣言した茂村に代わり小松島開催での全てのレース実況を担当している。同年の第1回パールカップ（岸和田競輪場）の決勝戦ではBS日テレの中継『ガールズケイリン革命！ 初開催GIパールカップ』にて実況を担当した（2024年も同中継の実況を担当した）ほか、10月に松戸競輪場で行われたGI第1回オールガールズクラシックでは、3日間の全てのレースで場内実況を担当した。
レース実況については、メインである小松島以外にもスポットで和歌山競輪場にて行うこともあり、モーニング開催などで場内実況を担当することもある。また、和歌山放送ラジオでは競輪中継が行われることもあり、2023年8月開催されたGIII『第6回大阪・関西万博協賛競輪』でも3日目（12日）の第11レース・第12レースと最終日（13日）の決勝戦生中継で実況を担当したほか、2024年以降は1月の開設記念「和歌山グランプリ」でも決勝戦中継の司会と実況を担当している。
レース実況の以外にも、取材活動やYouTube番組出演なども併せて継続している。